# 1929 a légi közlekedésben
Ez a lista az 1929-es év légi közlekedéssel kapcsolatos eseményeit tartalmazza.

## Események

### Február
- február 11. – Egy Gipsy Moth típusú, G-AUHA lajstromjelű repülőgép lezuhan rossz időjárási körülmények közepette, Marulan közelében. (A súlyosan, életveszélyesen megsérülő pilóta és utasa a kórházba szállítás közben életüket vesztik.)[1]